# بخش گراتیس (شهرستان پربل، اوهایو)
بخش گراتیس (به انگلیسی: Gratis Township) یک منطقهٔ مسکونی در ایالات متحده آمریکا است که در شهرستان پربل، اوهایو واقع شده‌است.
 بخش گراتیس  ۴٬۴۷۱ نفر جمعیت دارد و ۲۸۵٫۹۱ متر بالاتر از سطح دریا واقع شده‌است.